# 连锁不平衡
群体遗传学中， 连锁不平衡（英語：linkage disequilibrium，LD）是指给定种群中不同基因座（位点）上的等位基因之间的非随机关联性。当两个位点的不同等位基因的关联频率高于或低于独立随机关联的条件下的期望频率时，就称两者是连锁不平衡的。对于那些重组后位点或者基因型的频率等于预期时，称之为连锁平衡。这些位点既可能在同一条染色体上，也可以在不同的染色体上。连锁不平衡性也被称作配子水平的不平衡性或配子不平衡性。从另一个角度讲，连锁不平衡是等位基因或者遗传标记在一个种群中表现出高于或低于由等位基因的随机频率而预测的单模标本的频率。连锁是指染色体上的两个或者多个位点进行有限的组合，但连锁不平衡性不等同于遗传连锁。
连锁不平衡的程度取决于多方面的因素，包括遗传连锁、自然选择、基因重组的概率、突变率、遗传漂变、婚配制度、选型交配以及种群结构。因此，基因组中连锁不平衡的模式是构建它的群体遗传过程的一个强有力的信号。
尽管名字叫“连锁不平衡”，但不同位点上不存在遗传连锁的等位基因之间可能存在连锁不平衡，且与等位基因频率是否处于平衡无关（不随时间变化）。此外，连锁不平衡有时被称为配子相不平衡；但是，该概念同样适用于无性生物，因此不依赖于配子的存在。